# 波倫巴
波倫巴是波蘭的城鎮，位於該國南部，由西里西亞省負責管轄，始建於十四世紀，面積40.04平方公里，2006年人口8,784。在第三次瓜分波蘭中，該鎮在1795年被納入普魯士王國管治範圍。
50°30′N 19°20′E / 50.500°N 19.333°E